# ニューブランズウィック州副総督
ニューブランズウィック州の副総督の一覧。

## 一覧
| #  | 氏名                                             | 就任           | 退任           |
| -- | ------------------------------------------------ | -------------- | -------------- |
| 1  | トーマス・カールトン                             | 1786年5月20日  | 1817年7月1日   |
|    | ガブリエル・ジョージ・ラドロー（知事代行）       | 1805年10月5日  | 1808年2月12日  |
|    | エドワード・ウィンスロー（知事代行）             | 1808年2月20日  | 1808年5月24日  |
|    | マーティン・ハンター（知事代行）                 | 1808年5月24日  | 1808年12月17日 |
|    | ジョージ・ジョンストン（知事代行）               | 1808年12月17日 | 1809年4月28日  |
|    | マーティン・ハンター（知事代行、2回目）          | 1809年4月28日  | 1811年9月10日  |
|    | ウィリアム・バルフォア（知事代行）               | 1811年9月10日  | 1811年11月14日 |
|    | マーティン・ハンター（知事代行、3回目）          | 1811年11月14日 | 1812年6月15日  |
|    | ジョージ・ストラシー・スミス（知事代行）         | 1812年6月15日  | 1813年8月17日  |
|    | トーマス・ソーマレズ（知事代行）                 | 1813年8月17日  | 1814年8月14日  |
|    | ジョージ・ストラシー・スミス（知事代行）         | 1814年8月14日  | 1816年6月25日  |
|    | ハリス・W・ヘイルズ（知事代行）                  | 1816年6月25日  | 1817年6月30日  |
| 2  | ジョージ・ストラシー・スミス                     | 1817年7月1日   | 1823年3月27日  |
| 3  | ハワード・ダグラス                               | 1824年8月28日  | 1831年9月8日   |
| 4  | アーチボルド・キャンベル                         | 1831年9月9日   | 1837年5月1日   |
| 5  | ジョン・ハーヴィー                               | 1837年5月2日   | 1841年4月26日  |
| 6  | ウィリアム・マクビーン・ジョージ・コールブルック | 1841年4月27日  | 1848年4月11日  |
| 7  | エドマンド・ウォーカーヘッド                     | 1848年4月11日  | 1854年9月28日  |
| 8  | ジョン・マナーズ＝サットン                       | 1854年10月7日  | 1861年10月26日 |
| 9  | アーサー・チャールズ・ハミルトン＝ゴードン       | 1861年10月26日 | 1866年9月30日  |
| 10 | チャールズ・ヘイスティングス・ドイル             | 1867年7月1日   | 1867年10月18日 |
| 11 | フランシス・ピム・ハーディング                   | 1867年10月18日 | 1868年7月22日  |
| 12 | レミュエル・アラン・ウィルモット                 | 1868年7月23日  | 1873年11月15日 |
| 13 | サミュエル・レナード・ティリー                   | 1873年11月15日 | 1878年7月11日  |
| 14 | エドワード・バロン・チャンドラー                 | 1878年7月16日  | 1880年2月6日   |
| 15 | ロバート・ダンカンウィルモット                   | 1880年2月11日  | 1885年11月11日 |
| 13 | サミュエル・レナード・ティリー（2回目）          | 1885年11月11日 | 1893年9月21日  |
| 16 | ジョン・ボイド                                   | 1893年9月21日  | 1893年12月4日  |
| 17 | ジョン・ジェームズ・フレイザー                   | 1893年12月20日 | 1896年11月24日 |
| 18 | アブナー・リード・マクレラン                     | 1896年12月9日  | 1902年1月21日  |
| 19 | ジェイビーズ・バンティング・スノーボール         | 1902年1月28日  | 1907年2月24日  |
| 20 | レミュエル・ジョン・トゥイーディー               | 1907年3月5日   | 1912年3月6日   |
| 21 | ジョサイア・ウッド                               | 1912年3月6日   | 1917年6月29日  |
| 22 | ギルバート・ギャノング                           | 1917年6月29日  | 1917年10月31日 |
| 23 | ウィリアム・パグスリー                           | 1917年11月6日  | 1923年2月28日  |
| 24 | ウィリアム・フレデリック・トッド                 | 1923年2月28日  | 1928年12月28日 |
| 25 | ヒュー・ハヴロック・マクリーン                   | 1928年12月28日 | 1935年1月31日  |
| 26 | マレイ・マクラーレン                             | 1935年2月8日   | 1940年3月5日   |
| 27 | ウィリアム・ジョージ・クラーク                   | 1940年3月5日   | 1945年11月1日  |
| 28 | デイヴィッド・ローレンス・マクラーレン           | 1945年11月1日  | 1958年6月5日   |
| 29 | ジョゼフ・レナード・オブライエン                 | 1958年5月22日  | 1965年6月9日   |
| 30 | ジョン・B・マクネアー                            | 1965年6月9日   | 1968年1月31日  |
| 31 | ウォレス・サミュエル・バード                     | 1968年2月1日   | 1971年10月2日  |
| 32 | エダール・ロビショー                             | 1971年10月8日  | 1981年12月23日 |
| 33 | ジョージ・スタンリー                             | 1981年12月23日 | 1987年8月20日  |
| 34 | ギルバート・フィン                               | 1987年8月20日  | 1994年6月21日  |
| 35 | マーガレット・マケイン                           | 1994年6月21日  | 1997年4月18日  |
| 36 | マリリン・トレンホーム・カウンセル               | 1997年4月18日  | 2003年8月26日  |
| 37 | エルメネギルド・シアソン                         | 2003年8月26日  | 2009年9月30日  |
| 38 | グレイドン・ニコラス                             | 2009年9月30日  | 2014年10月23日 |
| 39 | ジョセリーヌ・ロワ＝ヴィアンノー                 | 2014年10月23日 | 2019年8月2日   |
| -  | J・C・マーク・リチャード                         | 2019年8月2日   | 2019年9月8日   |
| 40 | ブレンダ・マーフィー                             | 2019年9月8日   | 2025年1月22日  |
| 41 | ルイーズ・インボー                               | 2025年1月22日  | 現職           |